# Torre d'en Vergonyes
La Torre d'en Vergonyes és una torre de la muralla d'origen almohade situada a la ciutat d'Oriola (Baix Segura, País Valencià). Es tracta d'una construcció realitzada a la ribera del Segura, que va ser desplaçat en la dècada de 1990 amb la consegüent eliminació del meandre pel que passava tradicionalment i que vigilava aquesta torre. En l'actualitat és el carrer Obispo Victorio.
La desapareguda muralla connectava aquesta torre amb la Porta de Múrcia (hui desapareguda) i, a través de la muralla, amb la porta de la traïció o entrada principal de la ciutat.

## Història i cronologia
La cronologia de la torre es fixa al segle xii-xiii, en l'època almohade, encara que no es descarta que la seua antiguitat fora major, tenint en compte l'existència d'una muralla visigoda que protegia el castell de Teodomir.
El rei Pere IV el Cerimoniós, va manar, després de la Guerra dels dos Peres que va tindre la ciutat en setge durant dotze anys, reformar les muralles de la ciutat, per la qual cosa aquesta reforma afectaria a les torres per reconstruir les parts afectades per la contesa. De la mateixa manera, el rei Felip II va ordenar la restauració de totes les muralles de la ciutat a costa de la Hisenda Reial.
El rei Felip V va ordenar la destrucció de la muralla per deixar indefensa a la ciutat, per haver donat suport a la causa de l'Arxiduc Carles, fet que va ser dut a terme pel virrei de València i Múrcia, el cardenal Belluga.

## Construcció
Es tracta del punt situat més a l'oest de la muralla de la ciutat d'Oriola. Era la torre de guaita encarregada de vigilar la zona nord de l'Horta d'Oriola així com el llit del Segura amb la finalitat d'evitar atacs castellans vinguts des de Múrcia o atacs dels musulmans de Granada i albirar intrusos que pogueren arribar-hi per aquesta zona.
La torre és una construcció de planta hexagonal. És una obra de tapiera de morter de calç i arena que inclou graves i pedres calcàries de diferent grandària. Apareix citada en les fonts escrites com a Torre del Cantó o de Don Ramon.
En l'actualitat, la torre posseeix la declaració de Bé d'interés cultural des de l'any 1949.